# جون جارات
جون جارات (بالإنجليزية: John Jarratt)‏ (ولد: 5 أغسطس 1952، ولونغونغ، نيو ساث ويلز في أستراليا)، ممثل أسترالي.

## أعماله
بدأ مسيرته في العام 1975، ومثل في العديد من الأفلام أشهرها خليج الذئب.

## وصلات خارجية
- جون جارات على موقع IMDb (الإنجليزية)
- جون جارات على موقع قاعدة بيانات الأفلام العربية
- جون جارات على موقع ألو سيني (الفرنسية)
- جون جارات على موقع أول موفي (الإنجليزية)
- جون جارات على موقع قاعدة بيانات الأفلام السويدية (السويدية)
- جون جارات على موقع قاعدة بيانات الفيلم (الإنجليزية)
- جون جارات على موقع كينوبويسك (الروسية)
- صفحته على imdb